# 도요까와

도요까와(1983년 10월 17일 ~ )는 대한민국을 기반으로 활동하는 미술가, 디자이너, 출판편집인이다.
2020년대 영적 몰락을 한 사회를 데카당스적으로 직조하는 활동 중이며, 2021년 해외 디자인 어워드 en:Awwwards에서 아너스에 올라 수상하였다.

## 활동 내역
순수 예술, 그래픽 디자인, 출판 편집 등 다방면에서 활동 중이다.

### 활동
- 2025 경기문화재단 아트경기 선정작가[2][3]
- 2021 해외 디자인어워드 en:Awwwards HONORS 수상[4]
- 2014 ABT 대표이사[5]
- 2010 가톨릭출판사 제작국 출판디자이너

### 미술
- 2025 어제는 과거의 미래다 / 단체전, 송원아트센터
- 2024 예술말고미술OFF:평론가 공동구매 / 단체전, 육일봉[6]
- 2024 평화를 빕니다 / 단체전, 갤러리 헤세[7]
- 2022 VIBE / 개인전, 진관동 그림가게 갤러리[8]
- 2006 what a wonderful WARld / 단체전, 충무로 오재미동

### 디자인
- 2024 시발산스 폰트 개발
- 2022 네이버 NOW.(현, 네이버TV) 현재의 현재 쇼타이틀
- 2022 네이버 NOW. 가을밤의 프로미스나인 쇼타이틀
- 2021 네이버 NOW. 헤이즈의 일기(네이버 나우) 쇼타이틀
- 2021 네이버 NOW. 알베의 이탈리아가 뭔디 쇼타이틀
- 2020 네이버 NOW. 송민호, 피오의 Brrrr Friends 쇼타이틀
- 2020 네이버 NOW. 빅톤의 이불킥 쇼타이틀
- 2020 네이버 NOW. 노브레인의 호락호락 쇼타이틀
- 2020 네이버 NOW. 김종서, 홍경민, 이세준의 쌩수다 쇼타이틀
- 2019-2025 네이버 바이브 플레이리스트 앨범커버 100 여종
- 2016-2018 현대카드 DM 인쇄물
- 2015 한화투자증권 웹사이트
- 2014 한국가스공사 웹사이트
- 2012 한국 꾸르실료 회원수첩
- 2011 천주교 서초동성당 기도서
- 2010-2012 한국천주교 서울대교구 주보, 본당지면

### 출판
- 2016 천주성교공과 복각판[9][10]